# Soldi
Soldi (italienisch für „Geld“) ist ein Lied von Mahmood aus dem Jahr 2019. Es wurde von dem Sänger zusammen mit Dario Faini (Dardust) sowie Charlie Charles geschrieben und gewann das Sanremo-Festival 2019.

## Hintergrund
Der Sänger Mahmood war als einer von zwei Abgängern der Vorentscheidung Area Sanremo 2015 erstmals in der Newcomer-Kategorie des Sanremo-Festival 2016 in Erscheinung getreten und hatte dort mit Dimentica den vierten Platz erreicht. Nach weiteren musikalischen Erfahrungen konnte er 2018 (neben Einar) den Wettbewerb Sanremo Giovani, der an die Stelle der Newcomer-Kategorie des Festivals 2019 getreten war, mit dem Lied Gioventù bruciata gewinnen und durfte somit mit einem neuen Lied im Sanremo-Festival antreten.

### Entstehung
Am 6. Januar 2019 gab Mahmood über Instagram bekannt, dass sein Festivalbeitrag den Titel Soldi tragen würde. Laut Eigenaussage begann er erst nach dem Sieg bei Sanremo Giovani, an dem Lied zu arbeiten. Charlie Charles stieß erst nachträglich dazu, die Aufnahme erfolgte im letzten Moment. Unter der Regie von Attilio Cusani entstand das offizielle Musikvideo.

### Sanremo-Teilnahme
Am ersten Abend des Festivals, dem 5. Februar, stellte er das Lied der Öffentlichkeit vor, wobei er erst als letzter der 24 Teilnehmer auftreten konnte. In der Wertung der demoskopischen Jury, die am Ende des ersten Abends vorgestellt wurde, landete das Lied im unteren Drittel. Soldi entwickelte sich jedoch zu einem Favoriten der Journalisten, die an allen Abenden zu 30 Prozent die Wertung beeinflussten. Am vierten Abend präsentierte Mahmood das Lied zusammen mit dem Rapper Guè Pequeno. Durch den großen Rückhalt bei Presse und Jury, die zusammen 50 Prozent der Wertung bestimmten, konnte das Lied schließlich die Endrunde des Finales erreichen und entgegen allen Prognosen den Publikumsfavoriten (I tuoi particolari von Ultimo) auf den zweiten Platz verdrängen.
Das große Missverhältnis zwischen der Publikumswertung und jener von Presse und Jury (im Televoting hatte Soldi in der Schlussabstimmung der besten Drei nur 20,95 % erreicht, gegenüber 30,26 % für Il Volo und deutlichen 48,80 % für Ultimo) sorgte im Anschluss für viel Kritik am Abstimmungsmechanismus. Ultimo beschuldigte die Journalisten während der Pressekonferenz, voreingenommen zu sein und unseriös abzustimmen. Der Umstand, dass mit Mahmood ein arabischstämmiger Kandidat gewonnen hatte, verlieh der Kontroverse auch große politische Brisanz, befeuert nicht zuletzt durch einen Facebookbeitrag von Italiens Innenminister Matteo Salvini (Lega), der nach Mahmoods Sieg seine Unterstützung für Ultimo erklärte.

### Eurovision Song Contest
Wie in den Vorjahren erhielt der Sanremo-Sieger die Möglichkeit, Italien auch beim Eurovision Song Contest zu vertreten. Nach Ende des Festivals wurde Mahmoods Teilnahme am ESC 2019 in Tel Aviv mit Soldi bestätigt. Dort erreichte das Lied im Finale den zweiten Platz.

## Inhalt
Das Lied thematisiert die Dynamik, die Geld und insbesondere das Fehlen desselben, innerhalb einer Familie haben kann. Mahmood singt über seinen aus Ägypten stammenden Vater, der die Familie verlassen hat und offenbar nur dann Interesse für seinen Sohn zeigt, wenn er Geld von ihm erhalten kann (tu da me volevi solo soldi). Viele Textzeilen sind allerdings symbolisch zu verstehen und auch das titelgebende Geld ist laut dem Sänger nicht wörtlich gemeint. Dabei handelt es sich auch um ein Spiel mit einem Kernthema des Trap: Während dort Geld Mittelpunkt des Daseins und Symbol gesellschaftlicher Befreiung ist, wird es in Soldi zur Ursache des Bruchs einer zwischenmenschlichen Beziehung umgedeutet. Die arabische Textzeile Waladi waladi habibi ta’aleena („Mein Sohn, mein Sohn; komm her, Liebling“) ist eine der wenigen Erinnerungen, die der Sänger an seinen Vater hat. Auch der Rest des Textes beschwört Bilder aus der Erinnerung herauf, um zuletzt die Frage Ora dove sei papà? („Wo bist du jetzt, Papa?“) im Raum stehen zu lassen.

## Musik
Soldi greift musikalisch auf Formen des Trap zurück und weist insgesamt einen sehr modernen Sound auf. Den arabisch angehauchten Stil bezeichnete Mahmood selbst als Morocco Pop. Das Lied hat keinen eigentlichen Refrain, stattdessen baut es auf mehreren sich wiederholenden Elementen auf (über dem Text soldi, „Geld“, bzw. come va, „Wie geht’s?“), jeweils abgeschlossen durch ein prägnantes doppeltes Händeklatschen. Letzteres zeichnet im Zusammenspiel mit der Leere, die das sehr zurückhaltende Arrangement erzeugt, den inhaltlichen Kern des Liedes nach: Die Wut eines allein gelassenen Kindes.

## Weitere Versionen
Auf dem Album Gioventù bruciata ist als Bonustrack auch die in Sanremo präsentierte Duett-Version mit Guè Pequeno enthalten. Die beim ESC präsentierte Version des Liedes wurde um knapp zehn Sekunden gekürzt, ist ansonsten jedoch unverändert; sie fand Eingang in den offiziellen Sampler zum Song Contest. Des Weiteren wurden Remixe von Benny Benassi, Denis First und Vigiland, eine italienisch-englische Version mit Isac Elliot sowie eine italienisch-spanische Version mit Maikel Delacalle veröffentlicht.

## Rezeption

### Chartplatzierungen
In der Woche des Sanremo-Festivals stieg das Lied auf Platz 81 der italienischen Singlecharts ein, in der Folgewoche avancierte es zum Nummer-eins-Hit.
| ChartsChartplatzierungen     | Höchstplatzierung | Wochen |
| ---------------------------- | ----------------- | ------ |
| Deutschland (GfK)            | 32 (3 Wo.)        | 3      |
| Italien (FIMI)               | 1 (35 Wo.)        | 35     |
| Österreich (Ö3)              | 12 (4 Wo.)        | 4      |
| Schweiz (IFPI)               | 5 (33 Wo.)        | 33     |
| Vereinigtes Königreich (OCC) | 73 (1 Wo.)        | 1      |

| ChartsJahrescharts (2019) | Platzierung |
| ------------------------- | ----------- |
| Italien (FIMI)            | 4           |
| Schweiz (IFPI)            | 27          |

### Auszeichnungen für Musikverkäufe
In der ersten Woche wurde das Lied bereits mit einer Goldenen Schallplatte in Italien ausgezeichnet.

| Land/Region          | Auszeichnungen für Musikverkäufe (Land/Region, Auszeichnung, Verkäufe) | Verkäufe |
| -------------------- | ---------------------------------------------------------------------- | -------- |
| Frankreich (SNEP)    | Gold                                                                   | 100.000  |
| Griechenland (IFPI)  | Gold                                                                   | 10.000   |
| Italien (FIMI)       | 4× Platin                                                              | 200.000  |
| Polen (ZPAV)         | Gold                                                                   | 25.000   |
| Spanien (Promusicae) | 2× Platin                                                              | 80.000   |
| Insgesamt            | 3× Gold · 6× Platin ·                                                  | 415.000  |